# Дараселия, Георгий Борисович
Гео́ргий Бори́сович Дарасе́лия (груз. გიორგი ბორისის ძე დარასელია; 17 сентября 1968, Сенаки, Грузинская ССР, СССР) — советский, грузинский и израильский футболист; израильский футбольный тренер.

## Карьера

### Клубная
Профессиональную карьеру начал в 1987 году в «Торпедо» (Кутаиси), за команду выступал во второй и первой лигах СССР. Вторую половину 1989 года провёл в «Динамо» (Тбилиси), в высшей лиге СССР сыграл 9 матчей.
В 1990 году вернулся в «Торпедо» (Кутаиси), в составе которого участвовал уже в чемпионате Грузии. Выступал за грузинские клубы «Колхети-1913» из Поти и «Самтредиа» из одноимённого города. Лучшие достижения связаны с командой «Колхети-1913» — дважды серебряный призёр чемпионата Грузии и лучший бомбардир Умаглеси лиги с 26-ю голами в сезоне 1994/95. В чемпионате Грузии забил больше 100 мячей.
Летом 1997 года перешёл в «Хапоэль» (Тель-Авив), в составе которого стал серебряным призёром чемпионата Израиля. Выступал за другие израильские клубы «Хапоэль Цафририм» (Холон) и «Хапоэль» (Кфар-Сава), но не претендовавшие на медали в чемпионате страны.

### В сборной
В 1992—1999 годах привлекался к играм за сборную Грузии.

### Тренерская
После завершения карьеры футболиста в 2004 году, Дараселия стал помощником израильского тренера Элиши Леви, который одно время был наставником «Хапоэль» (Кфар-Сава), когда за клуб играл Дараселия. В качестве помощника Элиши Леви Георгий Дараселия работал в клубах «Хапоэль» (Кфар-Сава), «Бней Сахнин» и «Маккаби» (Хайфа). В годы работы с «Маккаби» (Хайфа) дважды становился чемпионом Израиля в сезонах 2008/09 и 2010/11.
Георгий Дараселия прошёл курс обучения в Футбольной ассоциации Израиля, и весной 2010 года получил лицензию УЕФА категории PRO, позволяющую работать в качестве главного тренера профессиональных команд.
С сентября 2012 работал главным тренером грузинского клуба «Дила» из Гори. На этом посту он проработал ровно 100 дней, за это время команда одержала 16 побед в 18 матчах.
В декабре 2012 года стал главным тренером российского клуба «СКА-Энергия» (Хабаровск). В сезоне 2012/2013 «СКА-Энергия» уступила в переходных матчах Ростову за право играть в РФПЛ. По окончании сезона Первенства ФНЛ 2012/2013 руководство клуба приняло решение не продлевать контракт с тренером..
В ноябре 2013 года становится главным тренером клуба «Зугдиди», с поставленной целью сохранить клуб в Умаглеси лига, по итогам сезона клуб занял 6-е место.
15 декабря 2014 года возглавил клуб «Торпедо» Кутаиси.

## Достижения
В составе «Колхети-1913»
- 2-е место в чемпионате Грузии (2): 1999/94, 1996/97
- 3-е место в чемпионате Грузии (1): 1994/95
- Лучший бомбардир чемпионата Грузии (1) 1994/95

В составе «Хапоэль» (Тель-Авив)
- 2-е место в чемпионате Израиля (1): 1997/98